# Жан Буре
Жан Буре (на френски: Jean Bouret) е френски журналист, критик на френското изкуство и писател на произведения в жанра биографичен роман.

## Биография и творчество
Жан Буре е роден на 8 август 1914 г. в Париж, Франция. Завършва интернат за момчета в Евре. Учи във Факултета по изкуствата в Париж и етнология в Практическата школа за висши науки. През 1935 г. се жени в Баньо. В периода 1936 – 1940 г. преподава в Колежа на Жизор. Присъединява се към Комунистическата партия и участва в Гражданската война в Испания, откъдето се връща сериозно ранен. През 1941 г. започва работа в Института по етнология в Париж, където се включва е една от първите групи за съпротива по време на германската окупация – мрежата на Музея на човека.
След войната става известен с манифеста „Manifeste de l'homme témoin“, с който защитава връщането към реализма в живописта.
В периода 1946 – 1947 г. е редактор на списание „Regards“, орган на Комунистическата партия. Напуска партията през 1948 г. и през 1949 г. става член на Международната асоциация на критиците на изкуството, клон на ЮНЕСКО. През 1950 г. става редактор на седмичнато списание „Arts“, а през 1952 г. на „Marco Polo“, списание на Френския литературен клуб, като заема тези длъжности до 1960 г. Участва паралелно и в други издания. Куратор е на биеналетата във Венеция и Любляна и организира няколко изложби на съвременно изкуство.
Първата му книга „Desnoyer: Dessins“, за френския художник Франсоа Десойер, е публикувана през 1944 г. Автор е на 19 книги за живописта, включително книги за Пикасо, Тулуз-Лотрек, Дега, Бонард и митничара Русо.
През 1973 г. получава наградата „Чарлс Блан" от Френската академия за книгата си „Училището на Барбизон и френския пейзаж през 19 век“.
Жан Буре умира на 3 октомври 1979 г. в Париж.

## Произведения
- Desnoyer: Dessins (1944)
- Suzanne Valadon (1947)
- Pablo Picasso: Dessins (1950)
- Schwarz-Abrys: Peintures récentes: chevaux, Ménilmontant, rêves morbides (1950)
- Emmanuel Bellini (1950)
- Fra Angelico (1953)
- Giotto: Église supérieure d'Assise: Fresques (1953)
- L'Art abstrait: Ses origines, ses luttes, sa présence (1957)
- L'Homme à la recherche de lui-même (1959)
- Henri Rousseau (1961)
- Michelson: Le Peintre entre le réel et le rêve (1963)
- Toulouse-Lautrec (1963)
- Degas (1965)
Дега, изд.: „Български художник“, София (1978, 1984), прев. Цветана Узунова-Калудиева
- José Palmeiro (1965) – с Мануел Муджика Ланез и Гералд Шур
- Bonnard: Séductions (1970)
- Pulga (1970)
- L’École de Barbizon et le Paysage français au XIXe siècle (1972) – награда „Чарлс Блан“
- Bardone (1976)
- Genis (1976)